# موزه میراث اردن
موزه میراث اردن بخشی از دانشکده باستان‌شناسی و انسان‌شناسی در دانشگاه یرموک می‌باشد که در سال ۱۹۸۸ افتتاح شده‌است. این موزه خدمات زیادی را برای جامعه محلی، دانشجویان، محققان و بازدیدکنندگان به اشکال مختلف از جمله نمایشگاه‌ها، سخنرانی‌ها و بازدیدها ارائه می‌دهد. این موزه همچنین مکمل کارهای انجام شده توسط باستان‌شناسان، مردم شناسان و کتیبه‌هایی است که به توضیح تاریخ اردن، روابط تاریخی آن، توزیع جمعیت، وضعیت اقتصادی و جنبه‌های مختلف تمدن این کشور کمک می‌کند.
این موزه همچنین مراحل توسعه تمدن این کشور را در دوره‌های مختلف زمانی توضیح می‌دهد.
سالن اصلی موزه شامل نمایشگاه‌هایی است که ویژگی‌های تاریخ اجتماعی اردن را از دوران باستان نشان می‌دهد، شیوه شکار و جمع‌آوری، سپس جوامع روستایی و کشاورزی، سپس جوامع شهری، جوامع چوپان و بادیه‌نشینان اولیه، و سپس رابطه شرق با غرب از قرن چهارم قبل از میلاد تا اواسط قرن هفتم میلادی و سپس نقش اردن به عنوان بخشی از جهان اسلام که علاوه بر بازسازی برخی از صنایع دستی سنتی، تغییر سبک ساخت خانه‌های این کشور را نشان می‌دهد.

## بخش‌های موزه

### مراحل جمع‌آوری غذا و مراحل اولیه تولید
این موزه پیشرفت تاریخ بشریت را در اردن پوشش می‌دهد، زیرا مطالعات نشان می‌دهد بیش از یک و نیم میلیون سال پیش ابزارهای دوره پارینه سنگی که کشف شده نشان می‌دهد که زندگی انسان‌ها در دوره طولانی به شکار و جمع‌آوری گیاهان متکی بود و ابزارهای آنها متنوع بوده و از سنگهای محلی مانند بازالت و سنگ چخماق ساخته شده‌است. در حدود ۱۷۰۰ تا ۸۰۰۰ سال قبل از میلاد مسیح، انسان بهره‌برداری از منابع غذایی و شکار حیوانات را آموخت. جمع‌آوری بذر گیاهان به عنوان منبع اصلی تأمین معاش درآمد و وجود پیستون‌ها و تیغه‌های سنگ چخماق و به‌کارگیری بذر گیاهان بیانگر تمایل انسانها به زندگی جمعی در گروه‌های بزرگتر و سازمان یافته‌است که رفته رفته مجموعه‌های خانه‌های موقت و به صورت کلبه‌های کوچک ظاهر شدند. انتقال از مرحله جمع‌آوری غذا به تولید آن به تدریج انجام شد و مرحله انتقال به تولید غذا تأثیرات واضحی بر زندگی پایدار و تحولات بعدی اجتماعی و سیاسی و اعتقادات فکری و مذهبی این منطقه داشت. دهکده‌های کشاورزی بزرگی در اطراف دره‌ها و منابع آب مانند جریکو، عین‌غزل، بایدا و باستا تأسیس شدند و خانه‌ها از اتاق‌های گرد جدا شده به اتاق‌های مستطیل و متصل تبدیل شدند.

### توسعه ایالات و شهرها ۳۲۰۰_ ۴۰۰ سال قبل از میلاد
اردن و مناطقی از شام شاهد سه مرحله از شهرنشینی بودند. در آغاز هزاره سوم قبل از میلاد، روستاهای پرجمعیت به شهرهای مستحکم مانند جاوه، باب‌الذرا` و زاریقون تبدیل شدند. در هزاره دوم قبل از میلاد، مراحل شهرنشینی با نفوذ روزافزون مصر بارز شد تا زمانی که کل منطقه تحت نفوذ مصر قرار گرفت. از جمله مراکز مهم هزاره دوم پیش از میلاد سحاب، ایربید، دیر آلا، امان، تل الحیات و طبقا بودند. صنایع مورد تحولات مهم و سریعی قرار گرفتند، از جمله پیشرفت در استخراج معادن در پایان هزاره چهارم قبل از میلاد، و آلیاژ مس با قلع منجر به تولید برنز با سختی بیشتر گردید.

## نگارخانه

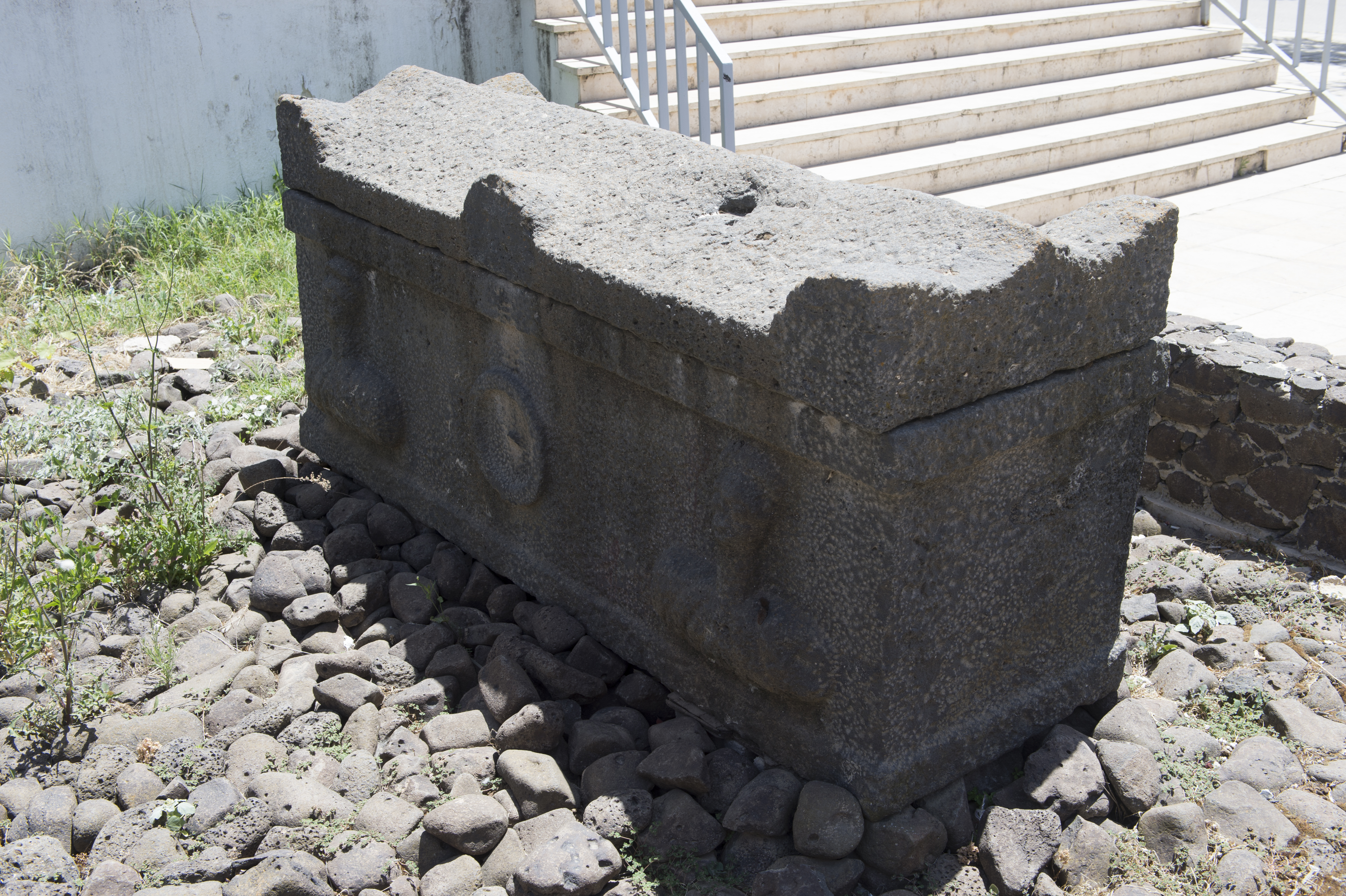
یک تابوت ساده، احتمالا رومی
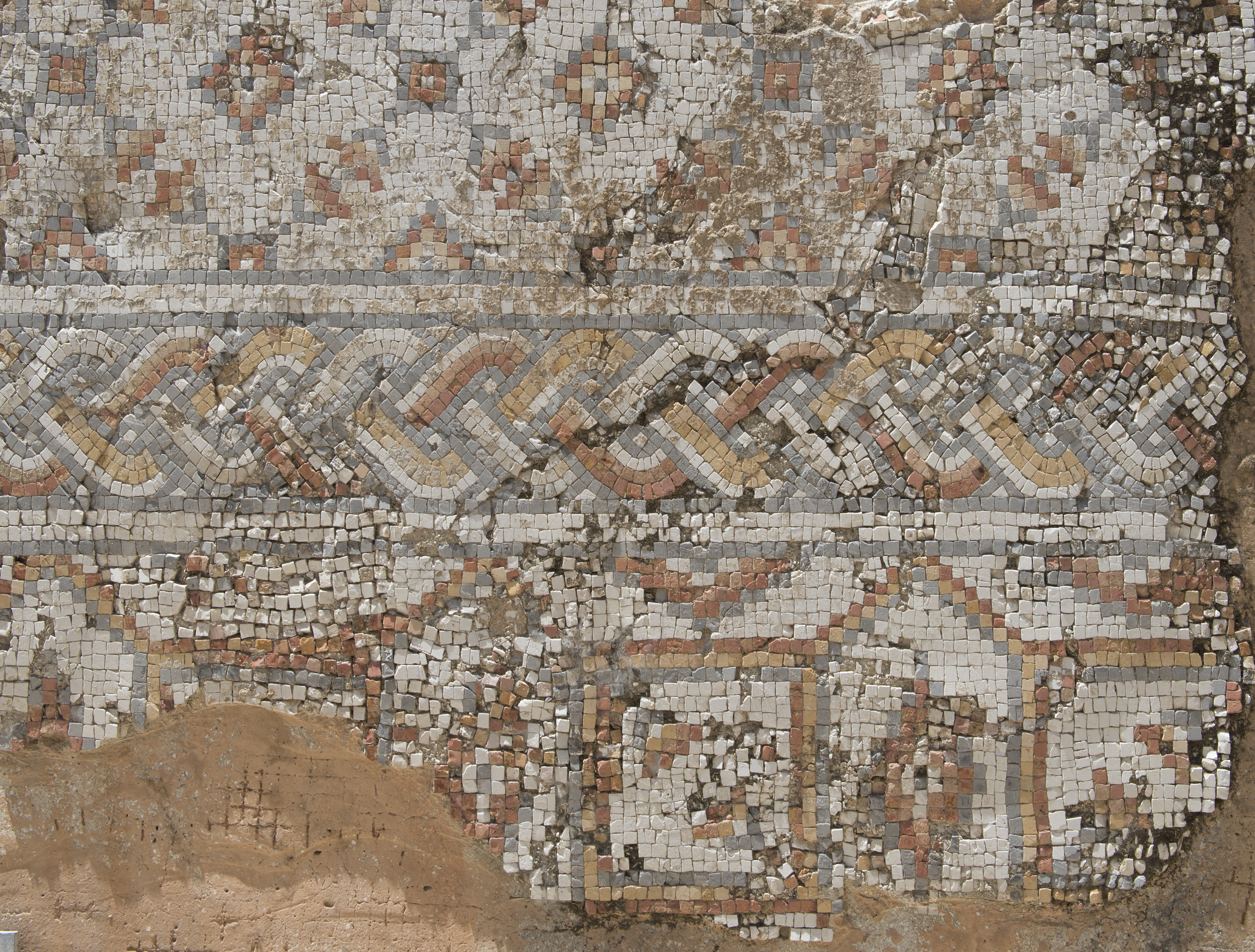
موزاییک موزه اردن
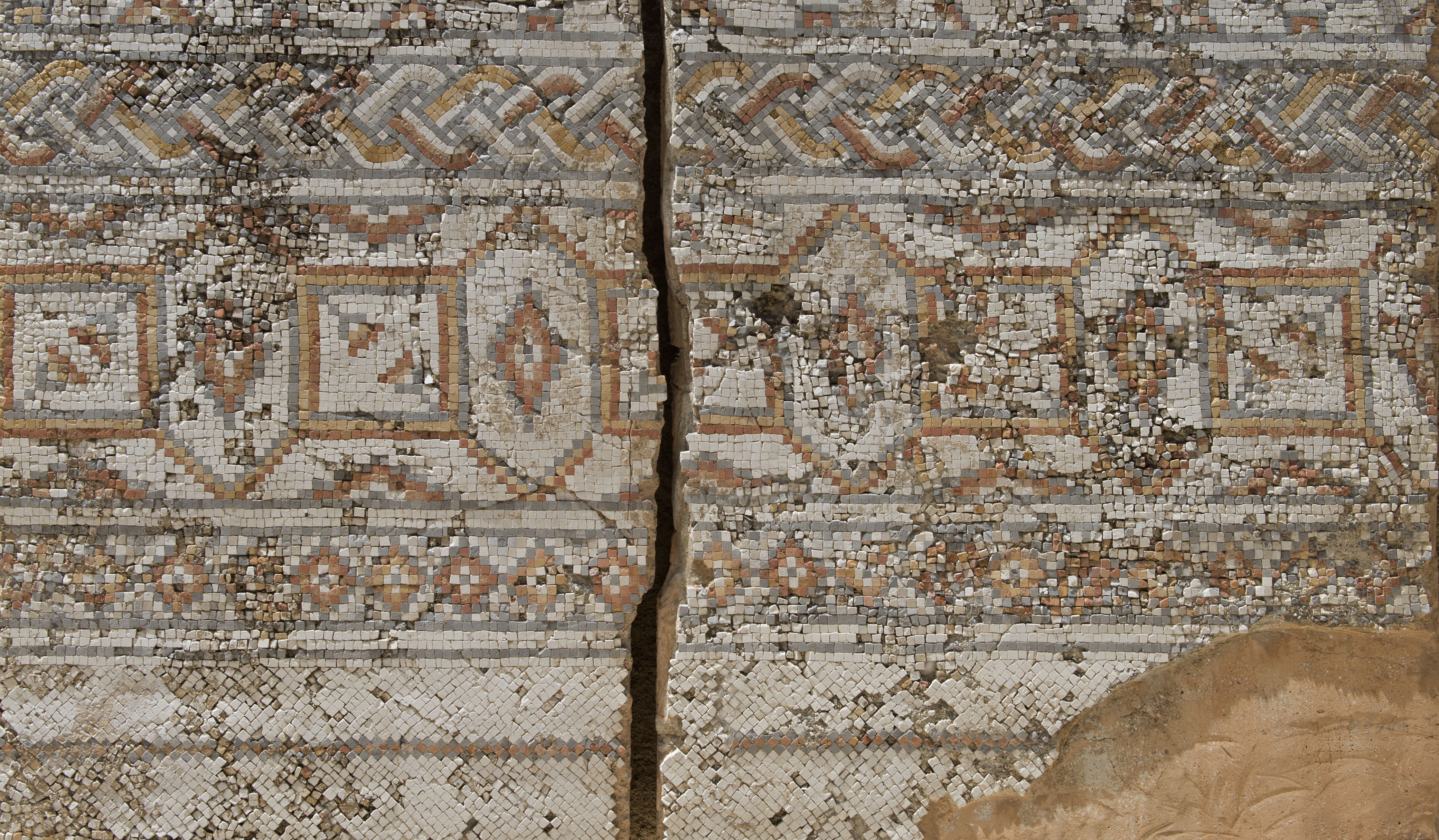
موزاییک موزه اردن
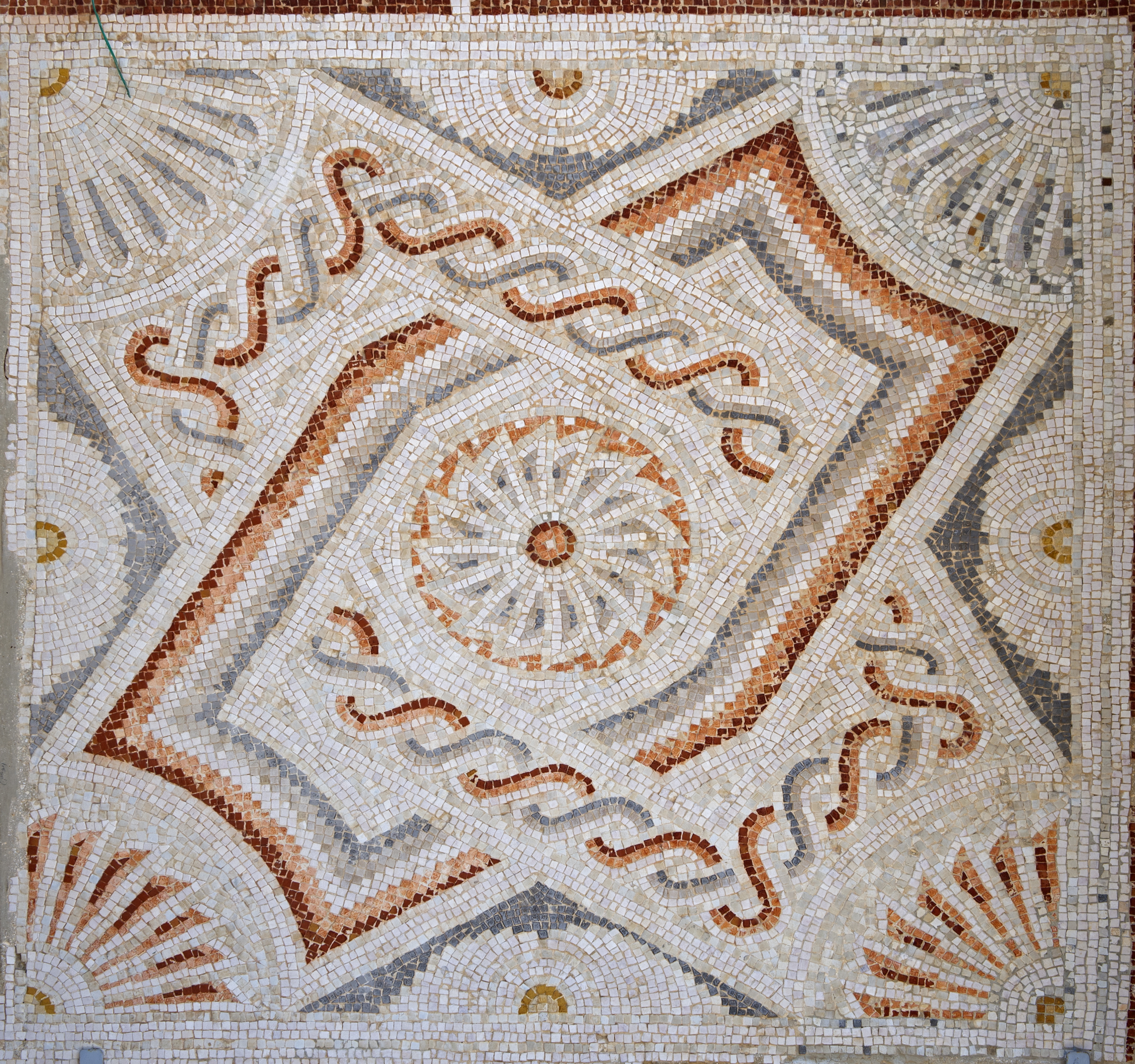
موزاییک موزه اربید میراث اردن که ممکن است مربوط به اواخر دوران رومی باشد
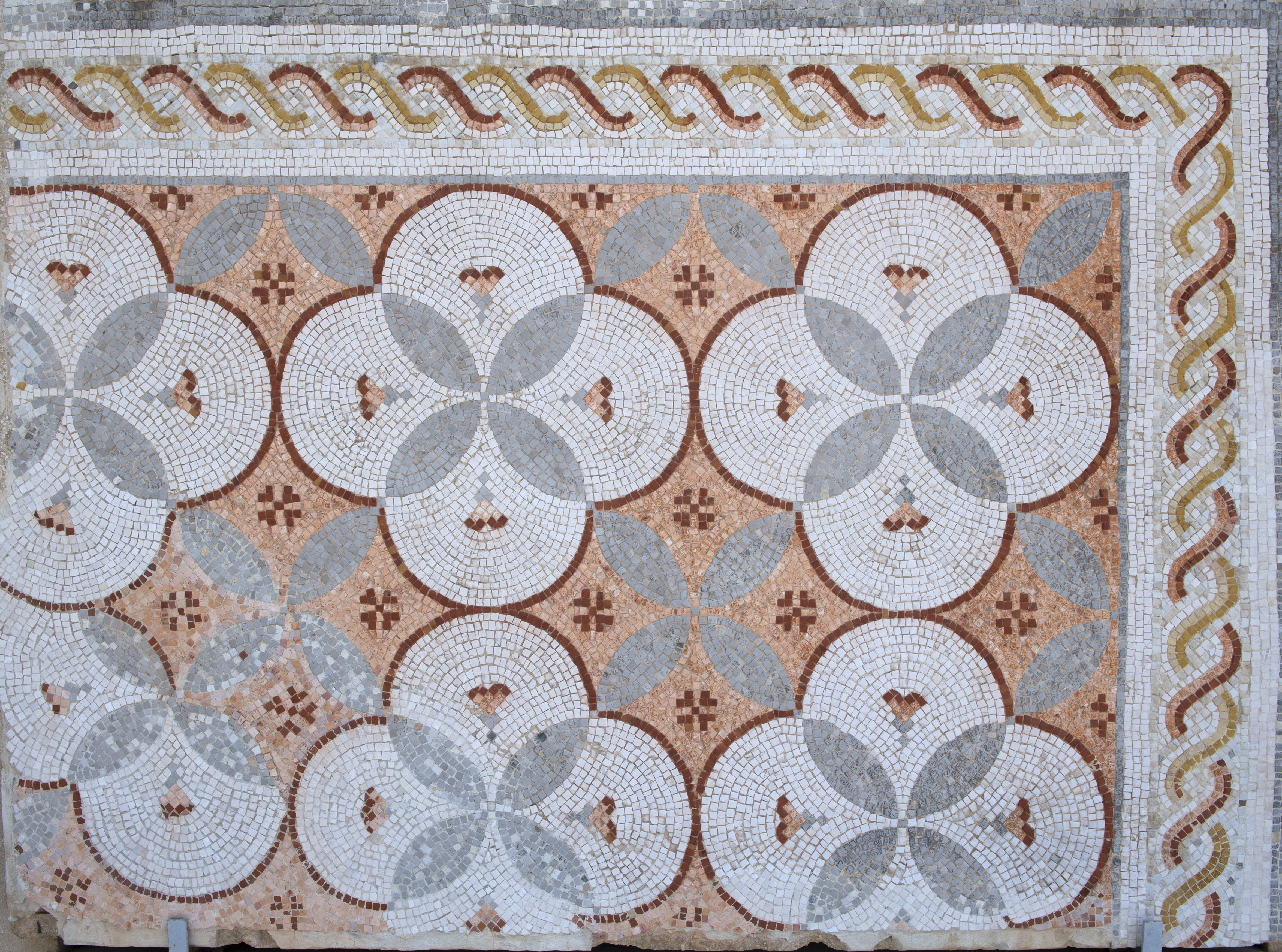
موزاییک موزه اردن
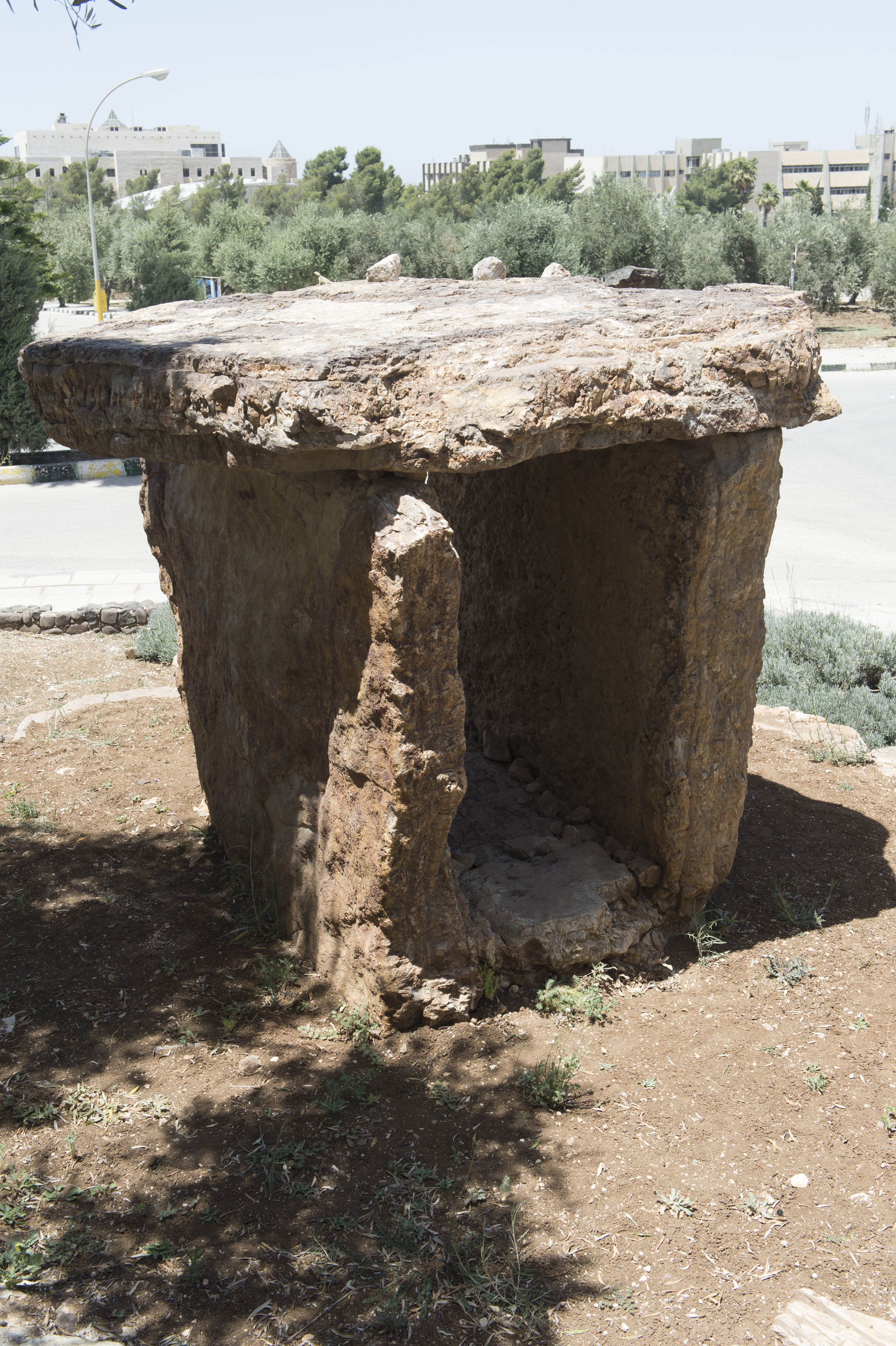
گوشه‌ای از موزه میراث اردن
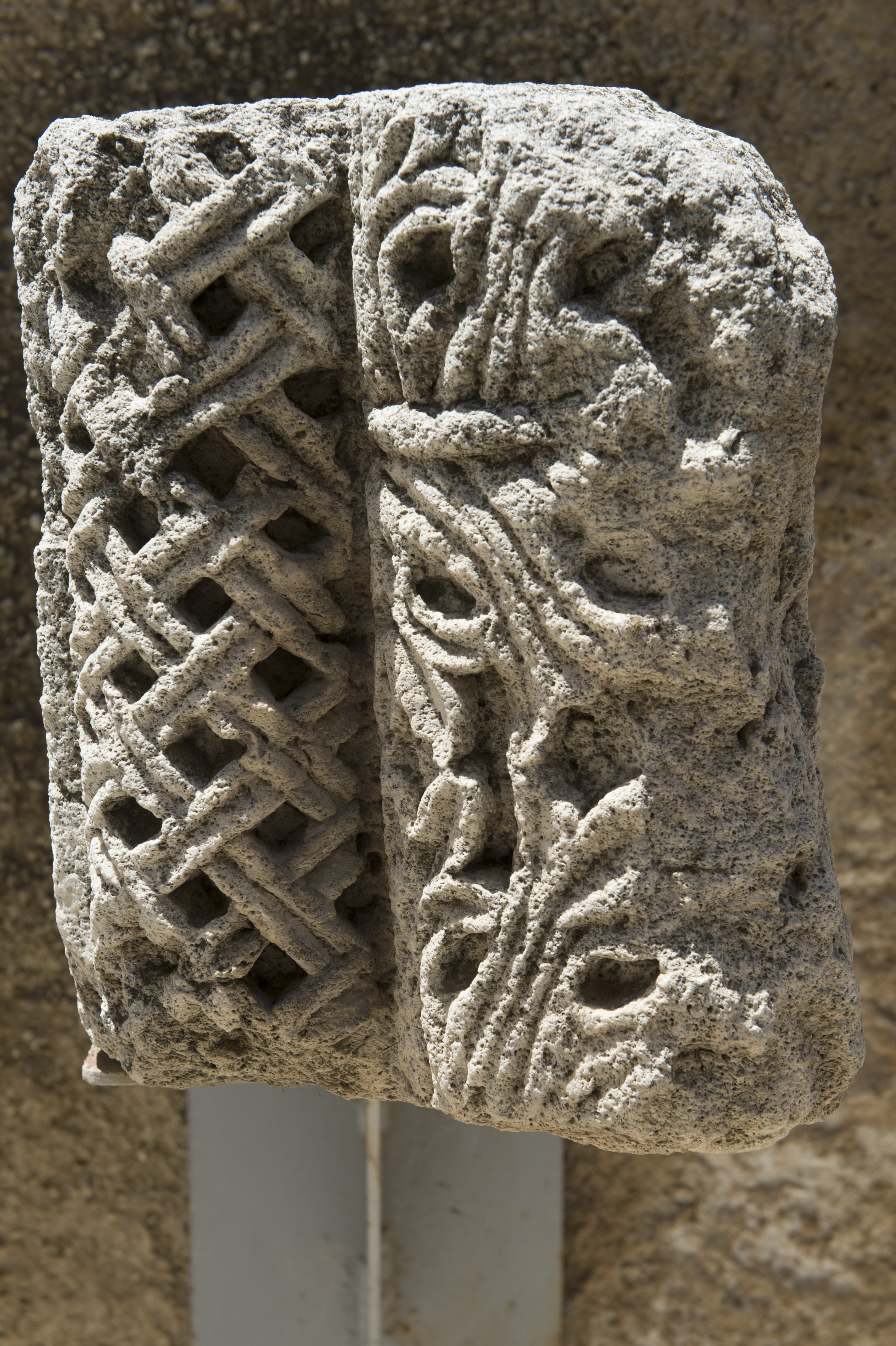
سنگ تزئین شده در موزه میراث اردن
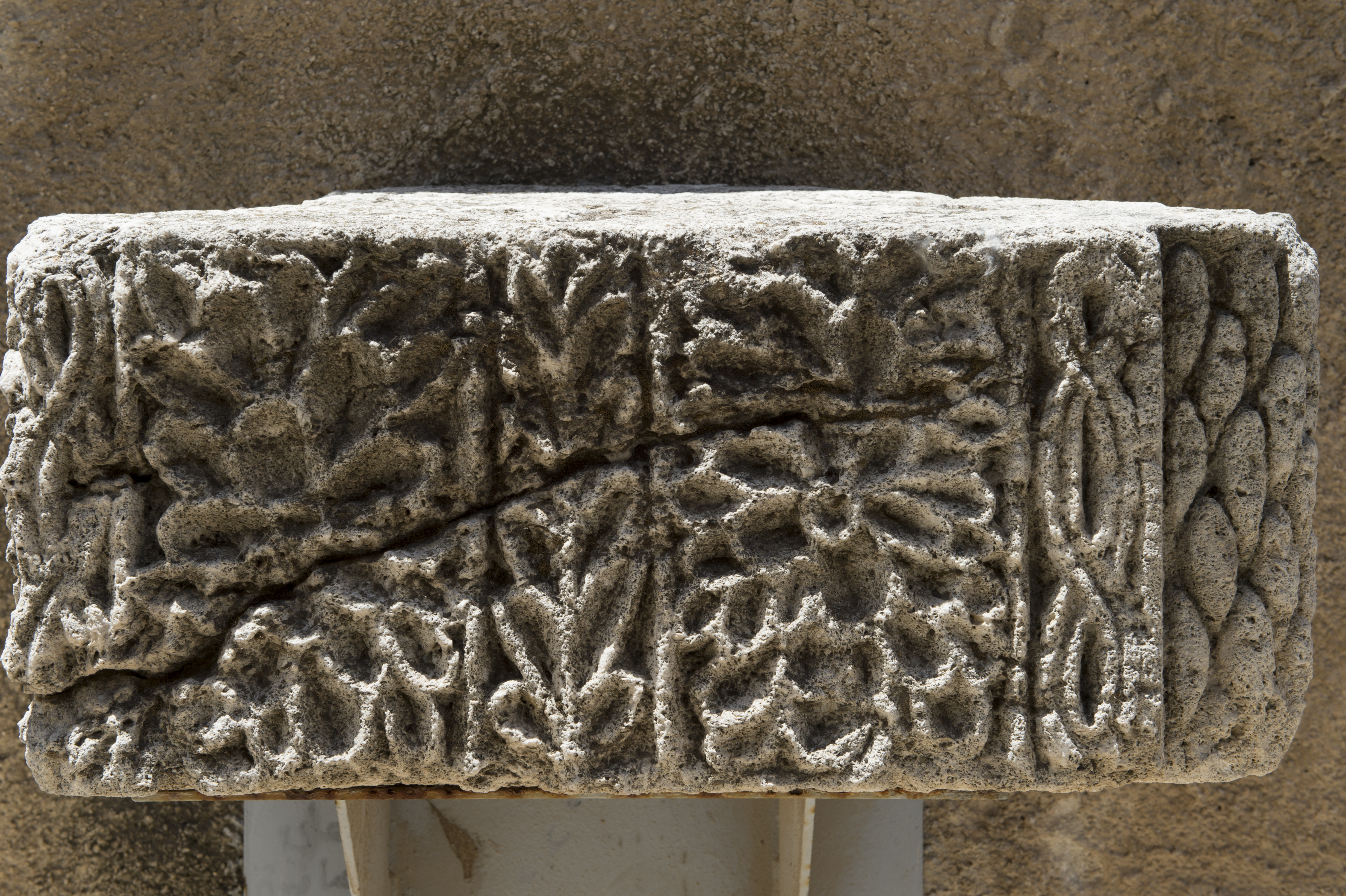
سنگ تزئین شده
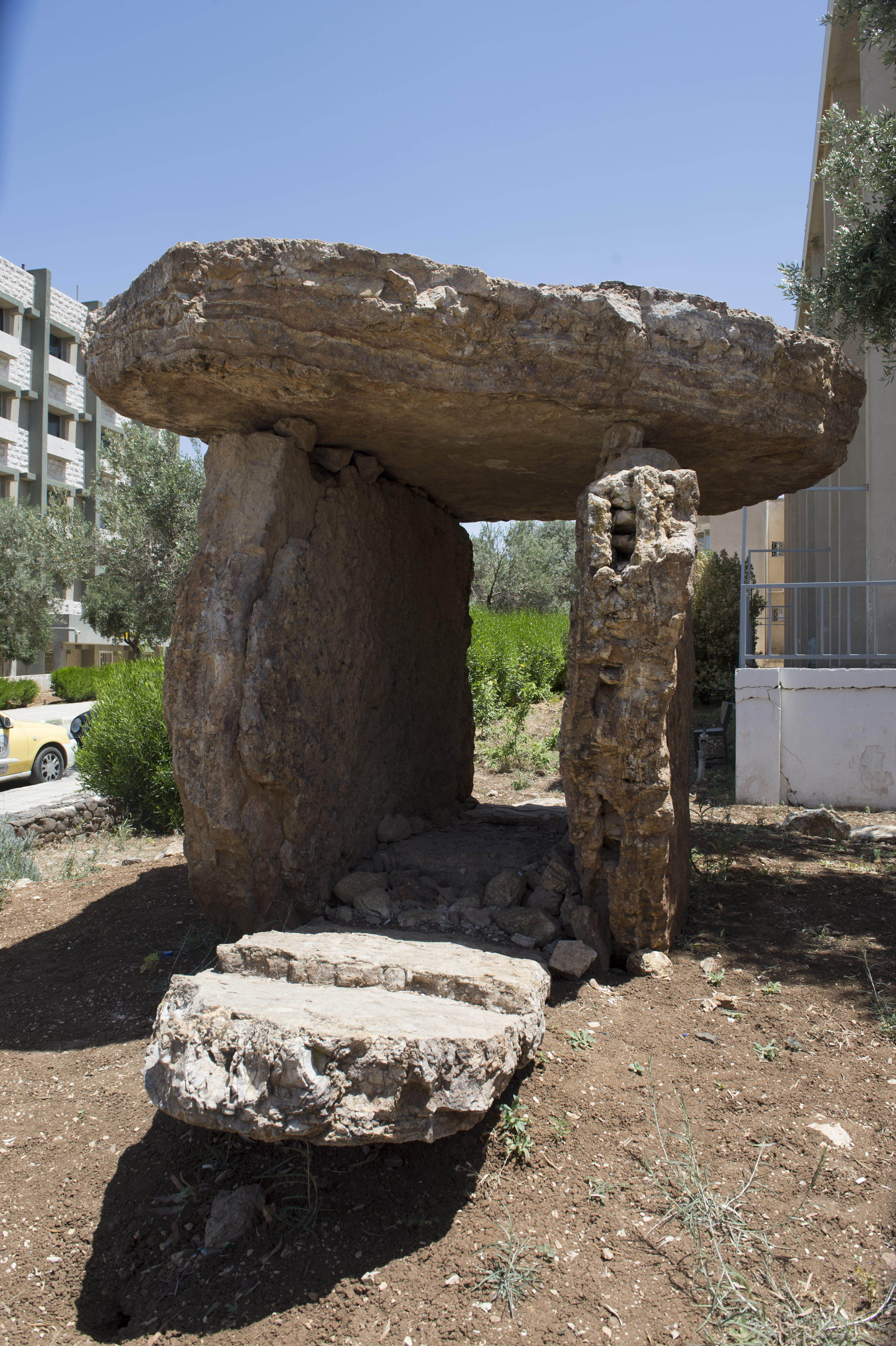
یک دلمن از کفر یوبه از هزاره پنجم تا دوم پیش از میلاد
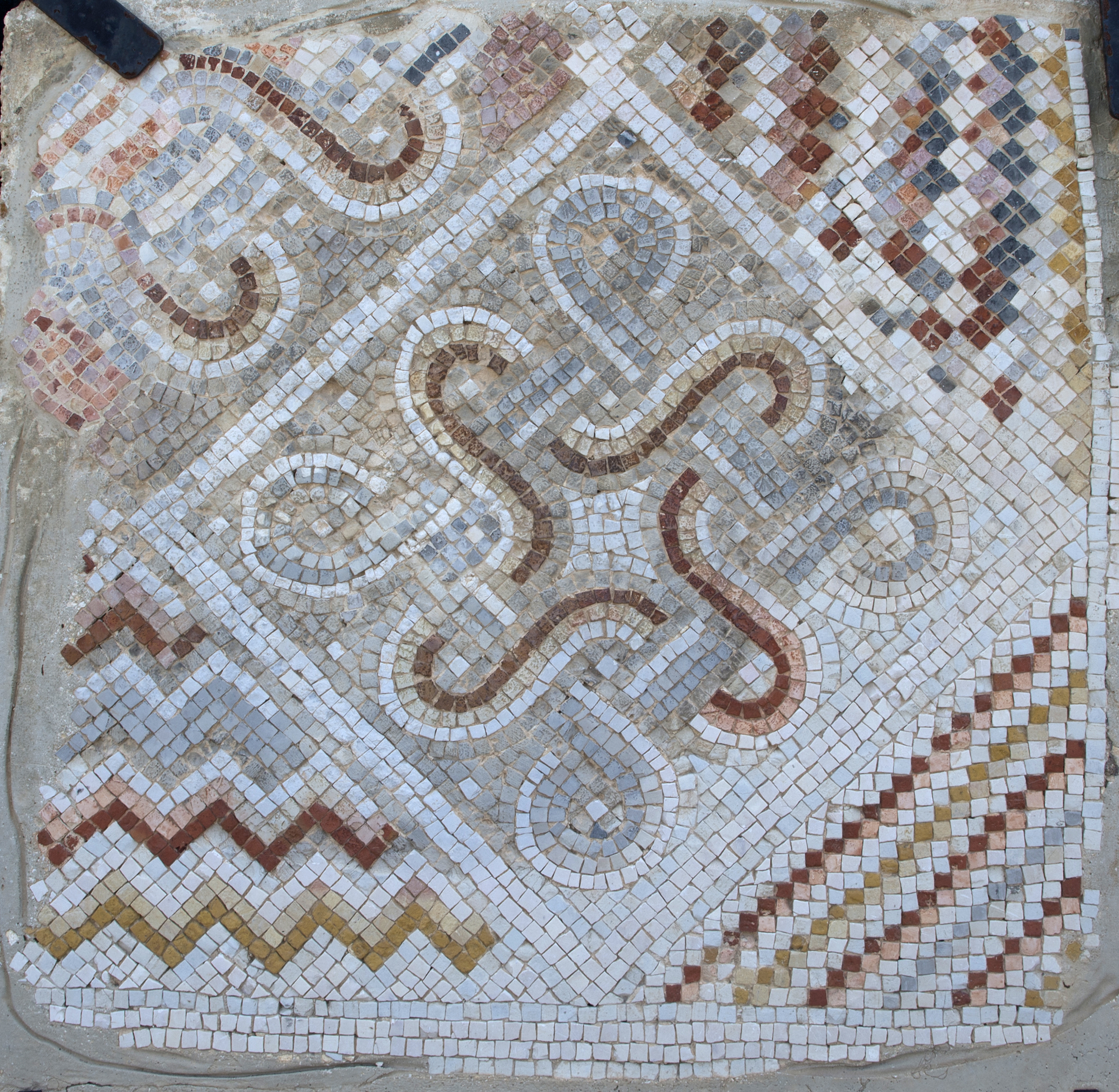
طراحی موزاییک در موزه میراث اردن